# Кушияра
Кушияра, Кусияра (бенг. কুশিয়ারা নদী) — одна из многочисленных рек в Бангладеш, часть системы Сурма-Мегхна. Является рукавом реки Барак, которая берёт начало в штате Манипур в Индии и протекает вдоль границы индийских штатов Манипур и Мизорам до разделения на реки Кушияра (южный рукав) и Сурма (северный рукав).
В Кушияру впадают притоки с Силхетских холмов и Трипурских холмов (основной — Ману). После слияния с крупным рукавом Сурмы Кушияру также известна как Кални. Когда в округе Кишоргандж Сурма и Кушияра окончательно сливаются вновь выше города Бхайраб Базар, образуется река Мегхна.
Общая протяжённость реки составляет около 161 км. Средняя ширина — 9,1 м, а в сезон дождей средняя глубина реки составляет 10 м. Максимальная глубина — 12 м. Река несет огромное количество воды, в частности, от Каримганджа до Ассама и холмистых районов штата Трипура. Самые высокие и самые низкие показатели замера объёма воды в Кушияра, замеренные в Шерпуре, составили 33000 м³/с и 3700 м³/с соответственно.